# Pont de l'alliance
Le Pont de l'alliance est un pont situé à Womey dans la ville d'Abomey-Calavi. Long de 228 mètres, il relie les rives ouest et est du Bas-fond de Womey.

## Histoire
La construction du Pont de l'alliance s'est étalée sur 25 mois avec 3 mois dédiés aux études. L’infrastructure ainsi réalisée a été nommée Pont de l'alliance afin de marquer la coopération entre la république du Bénin et l'Union Européenne. Le directeur général des infrastructures Jacques Ayadji, à l'époque a procédé à la mise en service de ce pont au cours d'une cérémonie de coupure de ruban le 29 avril 2019,,,.

## Caractéristiques techniques
Le pont présente une longueur de 228 mètres et une largeur de 11 mètres. Pour l'éclairage, le pont est équipé de 34 candélabres autonomes solaires Novéa Énergies. Chaque lampadaire est autonome et de caractéristique COMBI TOP 5 de 8 mètres de hauteur, doté d’un luminaire GRIFF XL avec un panneau solaire de 260 Wc muni d'une batterie de 1 408 Wh,.